# Gmina Zdzieszowice
Die Gmina Zdzieszowice ist eine Stadt-und-Land-Gemeinde im Powiat Krapkowicki in der Woiwodschaft Opole. Der Gemeindesitz ist die gleichnamige Stadt (deutsch Deschowitz) mit etwa 11.700 Einwohnern.

## Geografie
Die Gemeinde hat eine Fläche von 57,85 km², davon sind 63 % Flächen für die Landwirtschaft und 14 % Waldflächen. Die Gemeinde nimmt 13 % der Fläche des Landkreises ein.

## Gliederung
In der Gemeinde befinden sich:
Städte
- Zdzieszowice (Deschowitz)

Orte mit Schulzenamt
- Januszkowice (Januschkowitz)
- Jasiona (Jeschona)
- Krępna (Krempa)
- Oleszka (Oleschka)
- Rozwadza (Roswadze)
- Żyrowa (Zyrowa)

Weiler
- Wielmierzowice (Wielmirzowitz)

## Politik

### Bürgermeister
Die Verwaltung wird von einem Bürgermeister geleitet, der von der Bevölkerung alle vier Jahre direkt gewählt wird. Bis 2024 war dies Sybila Zimerman, die jedoch nicht erneut kandidierte. Die Bürgermeisterwahl 2024 führte zu folgendem Ergebnis:
- Sylwester Gidel (Wahlkomitee Sylwester Gidel) 48,7 % der Stimmen
- Małgorzata Ambroży (Wahlkomitee Małgorzata Ambroźy) 27,0 % der Stimmen
- Artur Gasz (Wahlkomitee „Partnerschaft“) 17,8 % der Stimmen
- Bożena Hareża (Wahlkomitee Maciej Sonik) 6,5 % der Stimmen

In der damit notwendigen Stichwahl wurde Gidel mit 69,5 % gegen Ambroży, die trotz ihrer Mitgliedschaft in der Platforma Obywatelska für ihr eigenes Wahlkomitee antrat, zu neuen Bürgermeister gewählt.
Die Bürgermeisterwahl 2018 führte zu folgendem Ergebnis:
- Sybila Zimerman (parteilos) 83,4 % der Stimmen
- Dariusz Stanuchowski (Wahlkomitee Dariusz Stanuchowski) 16,6 % der Stimmen

Damit wurde Zimerman bereits im ersten Wahlgang als Bürgermeisterin wiedergewählt.

### Stadtrat
Der 15 Mitglieder umfassenden Stadtrats wird von den Einwohnern in direkter Wahl in Einzelwahlkreisen gewählt. Die Wahl 2024 brachte folgendes Ergebnis:
- Wahlkomitee Sylwester Gidel 43,3 % der Stimmen, 10 Sitze
- Wahlkomitee „Partnerschaft“ 22,4 % der Stimmen, 2 Sitze
- Wahlkomitee Małgorzata Ambroźy 14,9 % der Stimmen, kein Sitz (*)
- Wahlkomitee Maciej Sonik 12,0 % der Stimmen, 1 Sitz
- Schlesische Kommunalverwaltung (Deutsche Minderheit) 4,1 % der Stimmen, 1 Sitz
- Trzecia Droga (TD) 2,7 % der Stimmen, 1 Sitz
- Übrige 0,8 % der Stimmen, kein Sitz

(*) = Das Wahlkomitee Małgorzata Ambroźy erhielt zwar in einzelnen Wahlkreisen bis zu 32 % der Stimmen, konnte aber keinen der 15 Einpersonenwahlkreise gewinnen.
Die Wahl 2018 brachte folgendes Ergebnis:
- Wahlkomitee Zustimmung ist Zukunft 58,3 % der Stimmen, 11 Sitze
- Wahlkomitee Dariusz Stanuchowski 17,8 % der Stimmen, kein Sitz (*)
- Wahlkomitee Deutsche Minderheit 12,2 % der Stimmen, 2 Sitze
- Wahlkomitee der Wähler lebt hier 9,7 % der Stimmen, 1 Sitz
- Wahlkomitee Stimme der jungen Generation 2,0 % der Stimmen, kein Sitz
- Polskie Stronnictwo Ludowe (PSL) 0,0 % der Stimmen, 1 Sitz (*)

(*) = Das Wahlkomitee Dariusz Stanuchowski erhielt zwar in einzelnen Wahlkreisen bis zu 46 % der Stimmen, konnte aber keinen der 15 Einpersonenwahlkreise gewinnen. Die PSL kandidierte lediglich im Wahlkreis 5, in dem jedoch alle anderen Listen nicht antraten, so dass der PSL-Kandidat ohne Wahl gewählt wurde.

## Bevölkerung
2002 hatte die Gemeinde 17.909 Einwohner. Neben der polnischen Bevölkerung gaben bei der Volkszählung 2002 1.731 Personen (9,7 %) die deutsche Nationalität (Volkszugehörigkeit) und 1.063 Personen Schlesisch (5,9 %) an.
| Nationalität | Anzahl | Anteil |
| ------------ | ------ | ------ |
| Deutsch      | 1.731  | 9,7 %  |
| Polnisch     | 12.780 | 71,4 % |
| Schlesisch   | 1.063  | 5,9 %  |